# Waldschloss-Brauerei (Frammersbach)

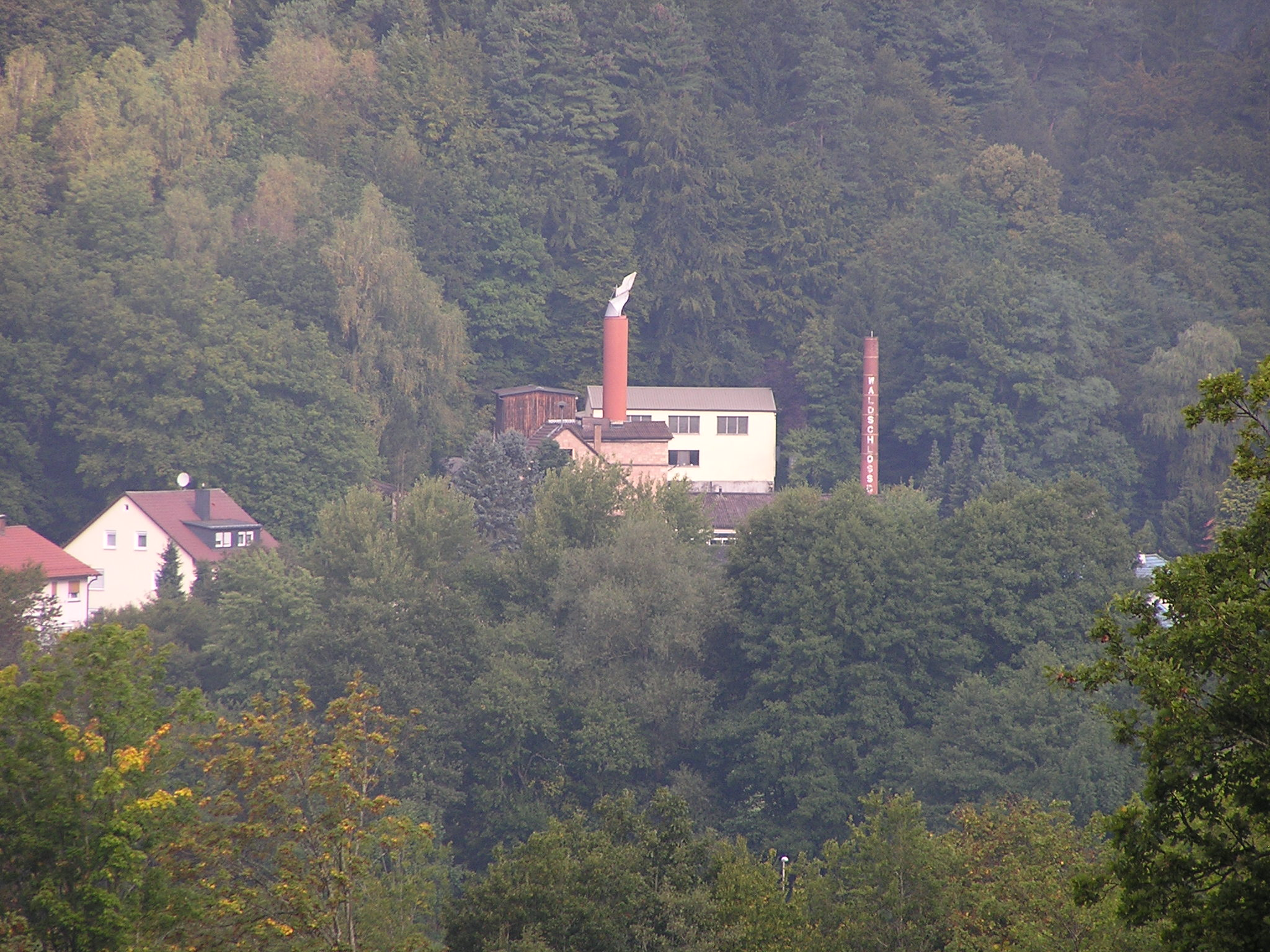
Waldschloss-Brauerei vom Bäckersberg

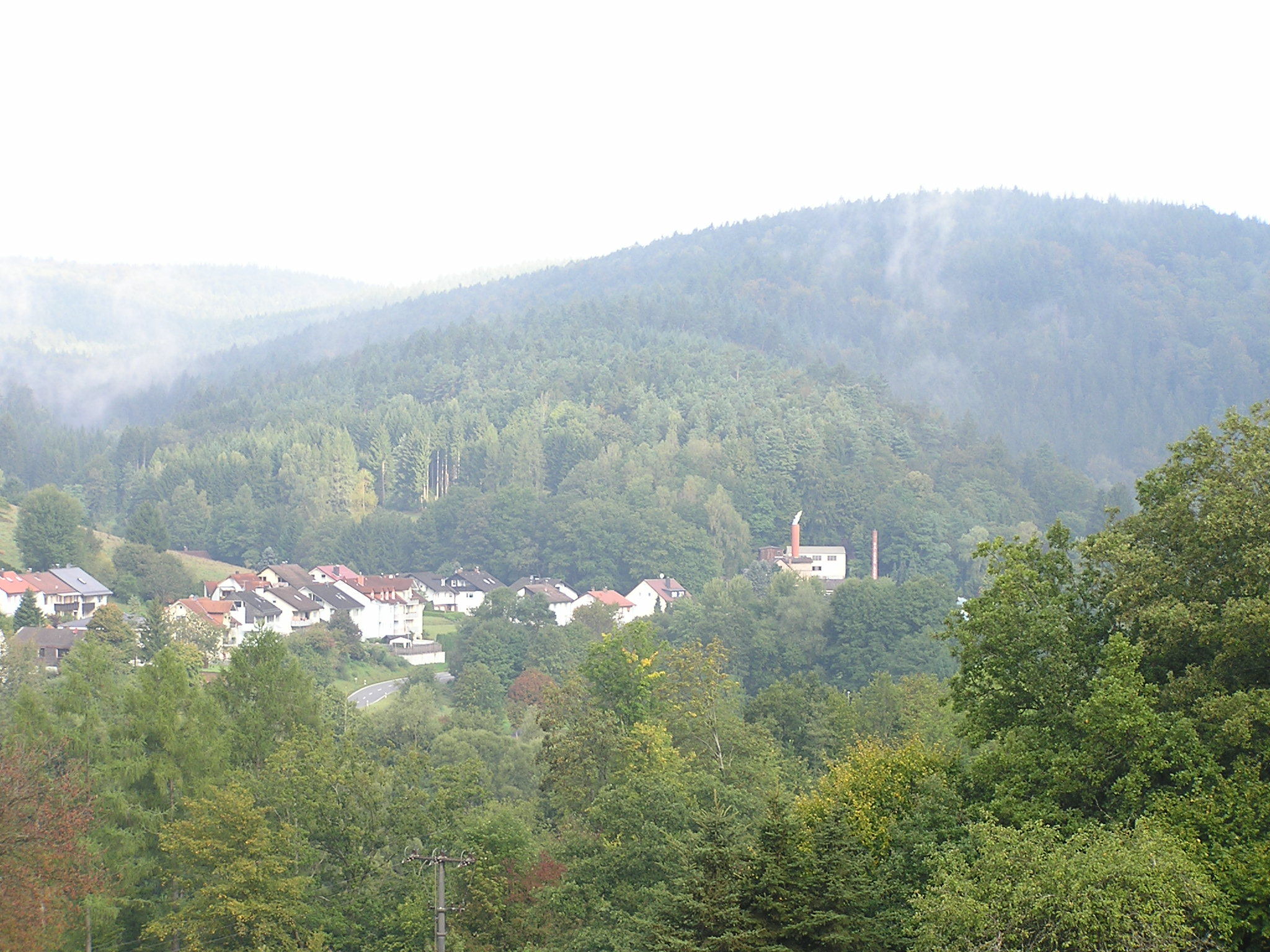
Waldschloss-Brauerei vom Bäckersberg, im Hintergrund der Wellberg

Die Waldschloss-Brauerei ist eine Brauerei in der Marktgemeinde Frammersbach im unterfränkischen Landkreis Main-Spessart.

## Lage
Das Firmengelände liegt etwas außerhalb des Ortes an der B 276 nach Bad Orb, unterhalb des Wellersberges.

## Geschichte
Die Brauerei wurde 1886 als Aktiengesellschaft Spessarter Bierhallen gegründet, 1895 von Carl Maultzsch gepachtet und 1898 gekauft. Sie wurde von ihm in Waldschloss-Brauerei umbenannt und 1907 nach seinem Tod von seiner Gattin Luise weitergeführt. 1923 übernahm der Sohn Max Maultzsch die Leitung und 1973 nach dessen Tod seine Witwe Dorothea Maultzsch und Tochter Sylvia Reinhart. Nach dem Tod von Dorothea 1998 trat Jens Reinhart (Sohn von Sylvia) in die Leitung ein.
Laut dem Bierbuch Lechner’s Liste aus dem Jahr 2008 hatte die Brauerei einen Jahresausstoß von 15.000 Hektolitern. Im Mai 2011 wurde die GmbH mit einer neu gegründeten OHG verschmolzen.

## Biersorten
- Waldschloss Doppelbock
- Waldschloss Weizen Hell
- Waldschloss Weizen Dunkel
- Waldschloss Export unfiltriert
- Waldschloss Export
- Waldschloss Pils
- Waldschloss Lager
- Waldschloss Radler

## Einrichtungen / Veranstaltungen
Seit 1992 findet alljährlich Mitte November ein Bockbierfest in der Brauerei statt.
In der Brauerei befindet sich ein Mälzerei-Museum.